# Arcidiocesi di Calabar
L'arcidiocesi di Calabar (in latino Archidioecesis Calabarensis) è una sede metropolitana della Chiesa cattolica in Nigeria. Nel 2021 contava 290.000 battezzati su 1.590.200 abitanti. È retta dall'arcivescovo Joseph Effiong Ekuwem.

## Territorio
L'arcidiocesi comprende sette Local Government Areas dello Stato nigeriano di Cross River: Akamkpa, Akpabuyo, Bakassi, Biase, Calabar-Municipal, Calabar-South e Odukpani.
Sede arcivescovile è la città di Calabar, dove si trovano la cattedrale del Sacro Cuore di Gesù e la procattedrale di Santa Maria.
Il territorio è suddiviso in 51 parrocchie.

## Storia
La prefettura apostolica di Calabar fu eretta il 9 luglio 1934 con la bolla Ad enascentis di papa Pio XI, ricavandone il territorio dal vicariato apostolico della Nigeria meridionale (oggi arcidiocesi di Onitsha).
Il 13 marzo 1938 cedette una porzione del suo territorio a vantaggio dell'erezione della prefettura apostolica di Ogoja (oggi diocesi).
Il 12 giugno 1947 la prefettura apostolica fu elevata a vicariato apostolico con la bolla Solet Apostolica di papa Pio XII.
Il 18 aprile 1950 il vicariato apostolico fu elevato a diocesi con la bolla Laeto accepimus dello stesso papa Pio XII. Era suffraganea dell'arcidiocesi di Onitsha.
Il 1º marzo 1963 e il 4 luglio 1989 cedette altre porzioni del suo territorio a vantaggio dell'erezione rispettivamente delle diocesi di Ikot Ekpene e di Uyo.
Il 26 marzo 1994 è stata ancora elevata ad arcidiocesi metropolitana con la bolla Laetis captis di papa Giovanni Paolo II.

## Cronotassi dei vescovi
Si omettono i periodi di sede vacante non superiori ai 2 anni o non storicamente accertati.
- James Moynagh, S.P.S. † (26 ottobre 1934 - 5 febbraio 1970 dimesso[2])
- Brian David Usanga † (5 febbraio 1970 - 17 dicembre 2003 ritirato)
- Joseph Edra Ukpo † (17 dicembre 2003 - 2 febbraio 2013 ritirato)
- Joseph Effiong Ekuwem, dal 2 febbraio 2013

## Statistiche
L'arcidiocesi nel 2021 su una popolazione di 1.590.200 persone contava 290.000 battezzati, corrispondenti al 18,2% del totale.
| anno | popolazione | popolazione | popolazione | presbiteri | presbiteri | presbiteri | presbiteri                | diaconi | religiosi | religiosi | parrocchie |
| anno | battezzati  | totale      | %           | numero     | secolari   | regolari   | battezzati per presbitero | diaconi | uomini    | donne     | parrocchie |
| ---- | ----------- | ----------- | ----------- | ---------- | ---------- | ---------- | ------------------------- | ------- | --------- | --------- | ---------- |
| 1950 | 67.707      | 899.503     | 7,5         | 38         | 1          | 37         | 1.781                     |         |           | 34        |            |
| 1958 | 100.798     | 1.541.000   | 6,5         | 3          | 3          |            | 33.599                    |         |           | 5         | 20         |
| 1970 | 170.632     | 1.920.401   | 8,9         | 12         | 12         |            | 14.219                    |         |           | 119       | 31         |
| 1980 | 394.800     | 2.809.000   | 14,1        | 43         | 27         | 16         | 9.181                     |         | 25        | 43        | 53         |
| 1990 | 150.000     | 2.500.000   | 6,0         | 16         | 13         | 3          | 9.375                     |         | 3         | 42        | 17         |
| 1999 | 178.528     | 3.005.850   | 5,9         | 35         | 32         | 3          | 5.100                     |         | 3         | 30        | 31         |
| 2000 | 184.585     | 3.505.420   | 5,3         | 37         | 34         | 3          | 4.988                     |         | 3         | 39        | 32         |
| 2001 | 187.197     | 3.509.032   | 5,3         | 40         | 36         | 4          | 4.679                     |         | 4         | 42        | 32         |
| 2002 | 189.537     | 2.301.762   | 8,2         | 38         | 34         | 4          | 4.987                     |         | 4         | 40        | 35         |
| 2003 | 191.037     | 2.304.349   | 8,3         | 41         | 37         | 4          | 4.659                     |         | 4         | 40        | 36         |
| 2004 | 191.004     | 2.303.267   | 8,3         | 46         | 37         | 9          | 4.152                     |         | 9         | 52        | 36         |
| 2006 | 322.085     | 1.084.056   | 29,7        | 46         | 41         | 5          | 7.001                     |         | 7         | 57        | 44         |
| 2011 | 413.000     | 1.247.000   | 33,1        | 79         | 73         | 6          | 5.227                     |         | 6         | 74        | 47         |
| 2014 | 284.000     | 1.217.000   | 23,3        | 92         | 82         | 10         | 3.086                     |         | 10        | 46        | 49         |
| 2019 | 306.740     | 1.641.900   | 18,7        | 88         | 72         | 16         | 3.485                     |         | 18        | 48        | 51         |
| 2021 | 290.000     | 1.590.200   | 18,2        | 94         | 82         | 12         | 3.085                     |         | 19        | 56        | 51         |